# Francisco Rodríguez (svájci labdarúgó)
Francisco Rodríguez (Zürich, 1995. szeptember 14. –) svájci korosztályos válogatott labdarúgó, a Winterthur középpályása.

## Pályafutása

### Klubcsapatokban
Rodríguez a svájci Zürich városában született. Az ifjúsági pályafutását a Schwamendingen és a Winterthur csapatában kezdte, majd 2012-ben a Zürich akadémiájánál folytatta.
2014-ben mutatkozott be a Zürich első osztályban szereplő felnőtt csapatában. 2015-ben a német első osztályban érdekelt Wolfsburg szerződtette. 2016 és 2017 között az Arminia Bielefeld és a Luzern csapatát erősítette kölcsönben. A lehetőséggel élve, 2017-ben csatlakozott a Luzernhez. Először a 2017. július 23-ai, Lugano ellen 1–0-ra megnyert mérkőzésen lépett pályára. Első gólját 2017. augusztus 9-én, a St. Gallen ellen 2–0-ás győzelemmel zárult találkozón szerezte meg. 2019-ben a Luganohoz, majd 2020-ban a Schaffhausenhez igazolt.
2022. július 1-jén kétéves szerződést kötött a Winterthur együttesével. 2022. július 16-án, a Basel ellen 1–1-es döntetlennel zárult bajnokin debütált. 2022. augusztus 14-én, a Zürich ellen hazai pályán 1–1-es döntetlennel zárult mérkőzésen megszerezte első gólját a klub színeiben.

### A válogatottban
Rodríguez az U19-es, az U20-as és az U21-es korosztályú válogatottakban is képviselte Svájcot.
2014-ben debütált az U21-es válogatottban. Először a 2014. szeptember 4-ei, Ukrajna ellen 2–0-ra elvesztett mérkőzés félidejében, Florent Hadergjonajt váltva lépett pályára. Első válogatott gólját 2014. szeptember 8-án, Lettország ellen 7–1-re megnyert U21-es EB-selejtezőn szerezte meg.

## Statisztika
2023. április 27. szerint.
| Klub                           | Szezon   | Bajnokság              | Bajnokság | Bajnokság | Kupa  | Kupa  | Nemzetközi | Nemzetközi | Összesen | Összesen |
| Klub                           | Szezon   | Bajnokság              | Mérk.     | Gólok     | Mérk. | Gólok | Mérk.      | Gólok      | Mérk.    | Gólok    |
| ------------------------------ | -------- | ---------------------- | --------- | --------- | ----- | ----- | ---------- | ---------- | -------- | -------- |
| Zürich                         | 2014–15  | Swiss Super League     | 28        | 2         | 2     | 1     | 6          | 0          | 36       | 3        |
| Wolfsburg                      | 2015–16  | Bundesliga             | 1         | 0         | 0     | 0     | —          | —          | 1        | 0        |
| Arminia Bielefeld (kölcsönben) | 2015–16  | 2. Bundesliga          | 9         | 0         | 0     | 0     | —          | —          | 9        | 0        |
| Luzern (kölcsönben)            | 2016–17  | Swiss Super League     | 25        | 6         | 0     | 0     | —          | —          | 25       | 6        |
| Luzern                         | 2017–18  | Swiss Super League     | 29        | 4         | 1     | 0     | 2          | 0          | 32       | 4        |
| Luzern                         | 2018–19  | Swiss Super League     | 4         | 1         | 1     | 0     | —          | —          | 5        | 1        |
| Luzern                         | Összesen | Összesen               | 58        | 11        | 2     | 0     | 2          | 0          | 62       | 11       |
| Lugano                         | 2019–20  | Swiss Super League     | 10        | 1         | 0     | 0     | 1          | 0          | 11       | 1        |
| Schaffhausen                   | 2020–21  | Swiss Challenge League | 32        | 4         | 0     | 0     | —          | —          | 32       | 4        |
| Schaffhausen                   | 2021–22  | Swiss Challenge League | 29        | 4         | 3     | 2     | —          | —          | 32       | 6        |
| Schaffhausen                   | Összesen | Összesen               | 61        | 8         | 3     | 2     | 0          | 0          | 64       | 10       |
| Winterthur                     | 2022–23  | Swiss Super League     | 19        | 2         | 1     | 1     | —          | —          | 20       | 3        |
| Összesen                       | Összesen | Összesen               | 186       | 24        | 8     | 4     | 9          | 0          | 203      | 28       |

## Sikerei, díjai
Wolfsburg
- Német Szuperkupa
  - Győztes (1): 2015–16